# Äldst rätt
Äldst rätt är ett juridiskt uttryck som är centralt inom sakrätten. Huvudregeln vid konflikter gällande obehörigt förfogande är att äldst rätt vinner. Om B överlåtit en sak till A och sedan till C, skall som huvudregel A få rätt till saken eftersom han har äldst rätt.